# Акдала (рудник)
Акдала – гірничодобувне підприємство на півдні Казахстану, яке здійснює розробку однойменного уранового родовища. 
Родовище Акдала виявили в 1982 році. В 2001-му почалась його дослідна розробка, результати якої дозволили перейти з 2004-го до повномасштабної промислової розробки зі спорудженням рудника річною потужністю 1000 тон (цей показник був досягнутий вже у 2006 році). 
Уран видобувають методом підземного вилуговування з продуктивного горизонту, що залягає на глибинах від 165 до 180 метрів.
В 2012-му видобуток урану склав 1095 тон, в 2016-му – біля 1000 тон.
Первісно роботи на Акдалі провадив казахський державний концерн «Казатомпром», що у підсумку передав свої права створеному в 2004 році спільному підприємству «Бетпак Дала», засновниками якого з частками у 70% та 30% виступили UrAsia Energy та сам «Казатомпром». В 2007 UrAsia Energy придбала канадська Uranium One, яка наразі належить російському «Росатому». При цьому в якийсь момент «Бетпак Дала» було реорганізоване у Південний гірничо-хімічний комбінат.
Перші роки отриманий на Акдалі товарний десорбат спрямовували для переробки у хімічний концентрат природного урану («жовтий кек») на Таукентське гірничо-хімічне підприємство (створене на основі рудника Канжуган) та Степне рудоуправління (включало рудники Уванас та Східний Минкудук), після чого «жовтний кек» відправляли для подальшого збагачення до закису-окису урану на Степногорський гірничо-металургійний завод. З 2009-го виробництво «жовтого кеку» організували прямо на Акдалі, невдовзі після чого його стали відправляти на належний «Бетпак-Дала» рудник Південний Інкай, де встановили обладнання для отримання закису-окису урану.
Станом на кінець 2021 року ресурси Акдала оцінювались у 2,9 тисяч тон урану, а видобуток планувалось вести до 2025 року.